# BMW 335
La BMW 335 est une voiture du constructeur BMW produite entre 1939 et 1941.

## Historique

### Développement
Le succès de la BMW 326, lancée en 1936, incita le constructeur à produire un modèle plus grand au caractère similaire.
À la fin des années 1930, la BMW 337, plus grande que les 326 et 335, était en développement, elle aurait dû recevoir un châssis renforcé, allongé de 136 millimètres ainsi que les trains roulants de la 335 et son moteur. Avec une carrosserie Pullman au design moderne, cela aurait été l’entrée de BMW dans la catégorie des luxueuses; Cependant, en raison de la Seconde Guerre mondiale, la 337 n’a pas été produite en série.

### Commercialisation
La première année de production, 1939, le prix était de 7 850 Reichsmark pour la berline, le cabriolet deux portes coûtait 9 050 Reichsmark - la BMW 326 ne coûtait que 5 500 Reichsmark en comparaison.
La Seconde Guerre mondiale a commencé quelques mois après le début de la production, ce qui a empêché la poursuite de la distribution de la voiture. Elle a continué à être construite jusqu’en 1943. Au total, seulement 415 voitures de ce modèle ont été fabriquées, ce qui fait de la 335 une rareté aujourd’hui.
| Chiffres de production | Année | 1936 | 1937 | 1938 | 1939 | 1940 | 1941 | 1942 | 1943                                                                     | Total |
| ---------------------- | ----- | ---- | ---- | ---- | ---- | ---- | ---- | ---- | ------------------------------------------------------------------------ | ----- |
| BMW 335                |       | 1    | 0    | 3    | 301  | 85   | 20   | 5    | Durant les années 1942 et 1943, un total de 5 unités ont été construites | 415   |

## Technologie
La BMW 335 n’était pas une conception complètement nouvelle, mais était largement basée sur la BMW 326. Cependant, l’empattement et la partie avant ont été allongés pour accueillir le plus gros moteur et l’ensemble du mécanisme a été adapté aux performances supérieures de la BMW 335.

### Moteur
Le moteur six cylindres en ligne d’une cylindrée de 3 485 cm³ était à longue course (alésage de 82 mm et course de 110 mm) et il avait un vilebrequin à quatre paliers. Un engrenage droit avec un engrenage Novotex à faible bruit (hélicoïdal) entraînait l’arbre à cames. Cela actionnait les soupapes en tête via des poussoirs et des culbuteurs. Avec une puissance de 90 ch (66 kW) à 3 500 tr/min, la voiture roulait jusqu’à 145 km/h, ce qui était au-dessus de la moyenne pour les standards de l’époque. Le carburateur à registre de débit montant, un double carburateur Solex de type MMOVS, avait un dispositif de démarrage automatique, qui était activé par un bouton sur le tableau de bord. La pédale de graissage centralisé devait être actionnée environ tous les 50 km afin d’alimenter le châssis en huile. Les roues arrière étaient entraînées par un embrayage monodisque à sec et une boîte de vitesses à quatre rapports entièrement synchronisée. Les quatre freins à tambour (ø 280 mm) étaient à commande hydraulique.
Le réservoir de carburant d’une capacité de 65 litres permettait une autonomie de plus de 450 kilomètres à une vitesse constante de 97 km/h et la consommation standard était de 13,8 litres/100 km.
Alors que le six cylindres de deux litres de la 326 a continué à être utilisé après la guerre dans l’EMW 340 est-allemande et la BMW 501 ouest-allemande, le moteur de la 335 n’a pas été relancé. BMW a décidé d’équiper la nouvelle BMW 502 de 1954 d’un nouveau moteur en V à huit cylindres.

### Châssis et carrosserie
Le châssis de la caisse était soudé au plancher de la caisse. Il y avait trois styles de carrosserie : une berline quatre portes et des cabriolets deux et quatre portes.